# Сохранение приходских вдов
Сохранение приходских вдов и дочерей в приходской канцелярии, также известное как сохранение в приходе  или приходское сохранение, после введения Реформации в северной Германии, особенно в Мекленбурге и Померании, но также в других протестантских странах стало распространенным в юридическим обычаем, согласно которому преемник в должности должен был жениться на вдове или дочери своего предшественника, чтобы получить пасторство. Сохранение, то есть сохранение вдовы или дочери при приходе, до 19 века оставалось надежным средством заботы о вдове.
Эта процедура была обычной практикой в период Раннего Нового времени для социального обеспечения вдов и сирот. Они также существовали в похожей форме в ремесленных гильдиях или среди торговцев.

## История
С введением Реформации в Померании в 1534 году и Мекленбурге в 1549 году протестантскому духовенству было разрешено вступать в брак. Как и прежде, пастыри содержались в основном за счет традиционных бенефициариев, которых, однако, часто не хватало для обеспечения средств к существованию пасторской семьи. Приходы получали свой доход от бенефициаров в основном в виде товаров и в меньшей степени в виде денежных платежей, последние часто давались в форме сборов за крещение, свадьбу или похороны. Сельские приходы в основном занимались сельским хозяйством, для чего церковная община должна была выполнять пахотные работы и осуществлять транспортные услуги. Из-за секуляризации, последовавшей за введением Реформации, а также в результате Тридцатилетней войны и потрясений послевоенного периода многие приходы лишились своих земельных владений. Обнищание крестьян и сокращение крестьянских работ за счет экспроприации крестьян также уменьшили размер десятинного дохода .
Если женатый пастор не мог накопить достаточно финансов, обеспечение его иждивенцев в случае смерти становилось проблемой. Им была предоставлена отсрочка на год или полгода, в течение которой им выплачивался полный заработок умершего. За это время вдова должна была заботиться о представителе для совершения таинств, который также получал соответствующие выплаты. Иногда вдовам предоставлялась небольшая доля бенефиция, а в некоторых случаях было возможно продление срока выплат. Однако в основном они оставались в бедственном положении.
Кандидаты в пастыри, закрепившие за собой пастырство через сохранение (Konservierung), могли воспользоваться положением женщин: вдова пастора вносила в брак всё свое хозяйство, а это значит, что преемник въезжал в уже обставленное и оборудованное помещение. Она уже имела большой опыт, помимо прочего, в производстве и переработке сельскохозяйственной продукции, ведении большого хозяйства и руководстве персоналом. 
Кандидаты, находящиеся в бедственном экономическом положении, могли компенсировать через сохранение (Konservierung) любые недостатки в своем обучении или экзаменах чтобы получить пасторство. Также следует учитывать моральные причины, такие как милосердие, жалость и христианский долг по отношению к вдове и детям предшественника. 

### Мекленбург
В то время как первое церковное постановление Мекленбурга от 1552 г. только предупреждало, что „das man ire arme Weib und Kinder nicht mit hunger sterben lasse“ ("не позволить умереть с голоду их вдовам и детям"), следующие церковные постановления от 1602 г. более подробно регулировали заботу о приходских вдовах и сроке выплат, иначе Благодатном годе (Gnadenjahr). Попытка в 1757 году отменить выплаты (Благодатный год) для государевых церковных покровителей и вместо этого давать оставшимся в живых половину прежнего дохода в любом случае не удалась и была полностью пересмотрена в церковном уставе 1779 года. Однако после окончания Благодатного года вдовы пастора в основном остались без дохода, потому что только богатые приходы могли позволить себе собрать дополнительные средства для ухода за скорбящими.
В Мекленбурге первое задокументированное Сохранение произошло в Ребеле в 1551 году. Сохранение часто оказывалась проверенным средством обеспечения вдов в течение длительного периода времени и вскоре стало рассматриваться как законное право. Содержащиеся в церковных постановлениях места, в которых предпочтение отдавалось кандидату на приходскую должность, желающему вступить в брак, обычно трактовались как заповедь или даже обязанность. Законность Сохранения подвергалась сомнению некоторыми герцогами, такими как Кристиан I, у которого было юридическое заключение, составленное в 1660 году, предположительно, в Виттенбергском университете. Явный отказ в этом заключении, а также в заключении ростокского юриста Иоганна Кисторпа, который сравнил Сохранение с женским правлением, но не последовал за улучшением пенсий вдовам, контролируемым правительством.
В начале 18-го века Сохранение достигло своего пика как самая безопасная форма заботы о погибших в Мекленбурге. В 1704 году около трети женатых мекленбургских пасторов женились на вдове или дочери своего предшественника, причем число дочерей в возрасте 67 лет немного превышало число вдов в возрасте 54 лет. За исключением четырех крупнейших городов Ростока, Висмара, Шверина и Гюстрова, доля консерваций достигла более 42 процентов. В государевых патронатах в Мекленбург-Шверине доля Сохранения была почти в два раза выше, чем в рыцарских.
Существование нынешней практики Сохранения затрудняло появление на ранней стадии страховых альтернатив. В конце 17-го века и в начале 18 века в Мекленбурге были созданы первые фонды для вдов, созданные одним или несколькими местными пасторами для обеспечения вдов и устранения необходимости Сохранения. Были также фонды от богатых прихожан, церковных меценатов и членов княжеских родов, например Sophienstiftung, основанный в 1623 году герцогиней Софией фон Мекленбургской, овдовевшей в 1592 году. Основание государственных вдовьих фондов произошло во второй половине 18 века, между прочим, по предложению ростокского теолога Бернхарда Фридриха Квисторпа. Великокняжеский фонд вдов 1835 года был первым пенсионным учреждением для вдов в Мекленбурге, в которое входили все церковные служители. Последние Сохранения относятся к Мекленбургу середины 19 века.

### Померания
Померания была единственным протестантским немецким государством, в котором Сохранение достигло статуса, аналогичного Мекленбургу.
Поморский Генеральный синод 1545 года не видел другого способа обеспечить вдов и поэтому одобрил Сохранение. В «Consilium Pomeranicorum Theologorum de anno gratiae» синода 1572 г. брак вдовы или дочери предшественника был объявлен моральным долгом. Противники Сохранения, такие как суперинтендант Штральзунда Якоб Крузиус, не смогли ограничить эту практику. В 1575 году Крузиус постановил, что церкви будут оставлены приходским вдовам и дочерям в качестве приданого как феоды.

## Веб ссылки
- Описание консервации в церковной хронике Ламбрехтсхагена